# Río Pucayacu (Río Huallaga)
Der Río Pucayacu (Quechua: pucayacu für „roter Fluss“) ist ein etwa 125 km langer rechter Nebenfluss des Río Huallaga in der Provinz Leoncio Prado in der Region Huánuco in Zentral-Peru.

## Flusslauf
Der Río Pucayacu entspringt in einem Höhenkamm östlich des Río Huallaga im äußersten Nordwesten des Distrikts Pucayacu auf einer Höhe von etwa 2120 m. Er fließt anfangs 7 km in Richtung Ostnordost und wendet sich anschließend in Richtung Südsüdost. Er durchfließt auf den folgenden 60 Kilometern eine 1400 m hoch gelegene Beckenlandschaft in überwiegend südlicher Richtung. Diese wird im Osten vom Hauptkamm der Cordillera Azul flankiert. Der Río Pucayacu weist auf diesem Flussabschnitt ein stark mäandrierendes Verhalten mit unzähligen engen Flussschlingen und Altarmen auf. Ab Flusskilometer 60 verengt sich das Tal. Bei Flusskilometer 36 wendet sich der Río Pucayacu nach Westen und durchschneidet den westlich verlaufenden Höhenkamm. Ab Flusskilometer 30 fließt der Río Pucayacu nach Norden. Bei Flusskilometer 13 erreicht der Fluss das breite Flusstal des Río Huallaga. Er wendet sich nun in Richtung Westsüdwest. 10 km oberhalb der Mündung befindet sich die Ortschaft Pucayacu am linken Flussufer. Der Río Pucayacu mündet schließlich auf einer Höhe von ungefähr 540 m in den Río Huallaga. Etwa 500 m flussabwärts befindet sich bei der Ortschaft Ramal de Aspuzana die Mündung des Río Aspuzana.

## Einzugsgebiet
Das Einzugsgebiet des Río Pucayacu umfasst eine Fläche von 989 km². Es erstreckt sich über einen Großteil des Distrikts Pucayacu sowie über den Nordosten des Distrikts José Crespo y Castillo. Das Einzugsgebiet grenzt im Westen an die Einzugsgebiete von Río Aspuzana und Río Uchiza, im Norden an das des Río Biavo, im Osten an die Einzugsgebiete von Río Pisqui und Río Pintoyacu sowie im Süden an das des Río Aucayacu.

## Ökologie
Das obere Einzugsgebiet des Río Pucayacu oberhalb einer Höhe von etwa 900 m liegt innerhalb des Nationalparks Cordillera Azul. Dieses Gebiet ist unbewohnt und mit Bergregenwald bedeckt.